# Lillian Nilsson
Lillian Nilsson (6 novembre 1947) è un'ex sciatrice alpina svedese.

## Biografia
Sciatrice polivalente, Lillian Nilsson vinse il titolo nazionale svedese nella discesa libera e nello slalom gigante nel 1972 e nello slalom speciale nel 1973; non debuttò in Coppa del Mondo e non prese parte a rassegne olimpiche o iridate.

## Palmarès

### Campionati svedesi
- 3 ori (discesa libera, slalom gigante nel 1972; slalom speciale nel 1973)[1]